# Feistritzer Stausee
Der Feistritzer Stausee ist der Rückstau der Drau durch das Kraftwerk Feistritz-Ludmannsdorf im österreichischen Bundesland Kärnten. Der Stausee erstreckt sich vom Ort Feistritz im Rosental bis nach Sankt Jakob im Rosental. 
Das Kraftwerk Feistritz-Ludmannsdorf wurde zwischen 1965 und 1968 als Teil der Kraftwerkskette entlang der Drau erbaut. Der österreichische Teil umfasst zehn Stauseen zwischen Spittal an der Drau und der Grenze zu Slowenien. Flussabwärts folgt der Ferlacher Stausee.

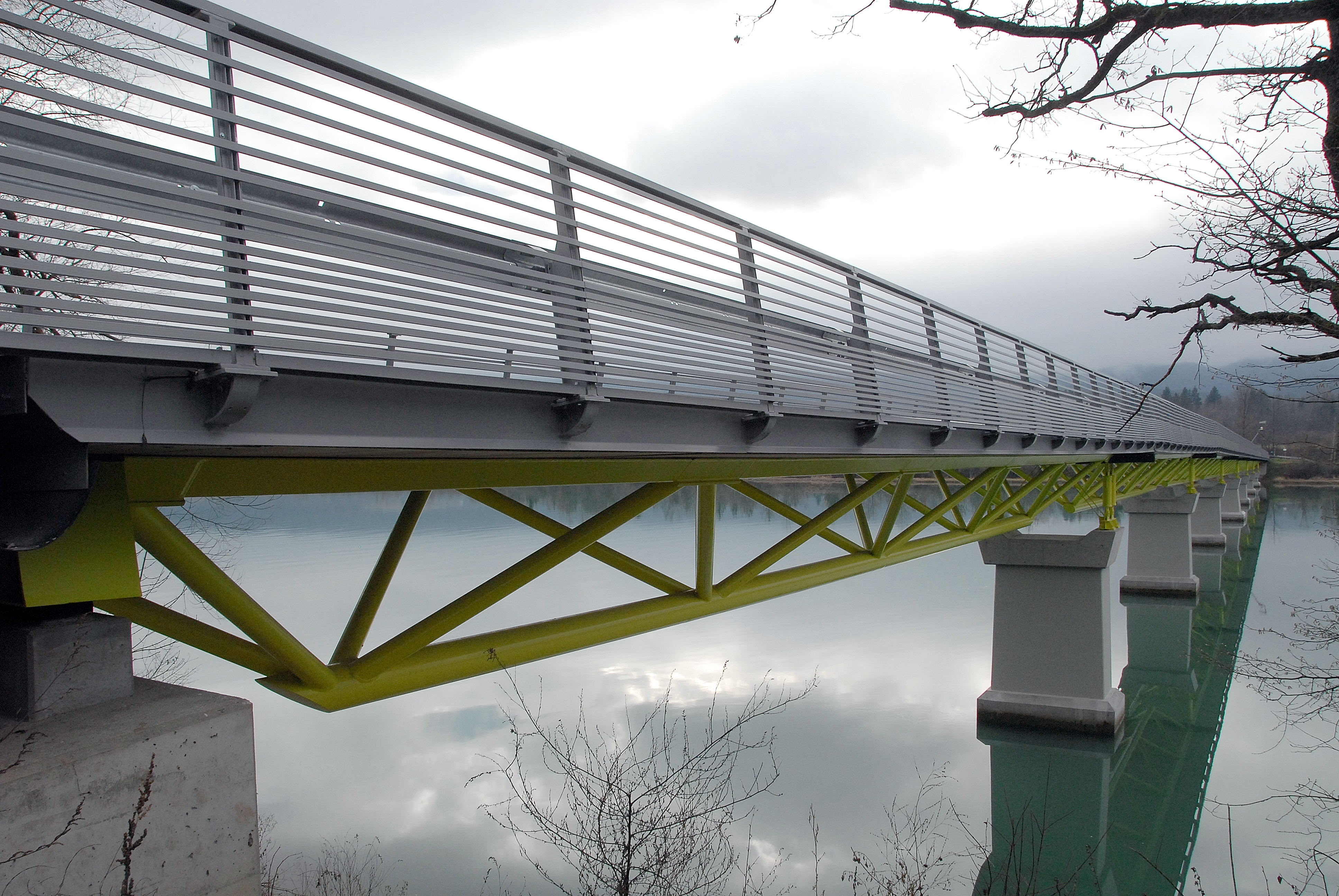
Draubrücke bei Selkach/Gemeinde Ludmannsdorf

Die obere Grenze des Stausees bildet der Westrand der Selkacher Brücke, die untere Grenze ist die Staumauer des Kraftwerkes. Der Stausee ist 8 Kilometer lang und bildet einige Buchten und Hafenbecken. Einige Uferabschnitte am Nordufer sind nur mit dem Boot erreichbar. Das Fischvorkommen umfasst die meisten in den Flusssystemen Kärntens heimischen Fischarten.